# RKS Radomsko
El RKS Radomsko es un equipo de fútbol de Polonia que juega en la IV Liga de Polonia, la quinta división nacional.

## Historia
Fue fundado en el año 1979 en la ciudad de Radomsko como equipo de cuarta división, liga donde estuvo hasta 1995 cuando logra el ascenso a la II Liga de Polonia, liga en la que luego de dos temporadas logra el ascenso a la I Liga de Polonia.
En 2001 por primera vez logra el ascenso a la Ekstraklasa, la primera división nacional, donde tuvo una gran primera mitad de temporada. En 2003 llega hasta las semifinales de la Copa de Polonia, pero desciende de la primera división dos años después. Y esta fue grabada

## Rivalidades
Su mayor rival es el GKS Bełchatów principalmente por la cercanía que hay entre ambos equipos y que por varios años han coincidido en la misma categoría.

## Palmarés
- I Liga de Polonia: 1

2000/01
- II Liga de Polonia: 1

1994/95
- III Liga de Polonia: 1

2018/19
- Klasa Okręgowa: 2

2011/12, 2017/18

## Jugadores
Su principal jugador ha sido Jacek Krzynówek, quien jugó para Polonia en dos mundiales y una Eurocopa.